# Ranier I z Montferratu
Ranier I z Montferratu (wł. Ranieri, ur. ok. 1084, zm. w maju 1135)  – margrabia Montferratu od ok. 1100 do 1135 roku.
Był synem Wilhelma IV z Montferratu i jego żony z drugiego małżeństwa z Otty di Aglié. Był zwolennikiem cesarza Henryka V. Dzięki nim Aleramici z Montferratu zaczęli odgrywać znaczącą rolę w polityce włoskiej. Jego żoną od 1105 roku była Gizela, córka Wilhelma I, hrabiego Burgundii. Mieli trzy lub cztery córki oraz syna Wilhelma V.